# Çağrı Kodalak
Çağrı Kodalak (Den Haag, 12 januari 1991) is een voormalig Turks-Nederlandse profvoetballer die bij voorkeur als middenvelder speelde.

## Loopbaan
Kodalak begon zijn carrière in 1996 bij de jeugd van Feyenoord, na enkele succesvolle jaren en kampioenschappen maakte Kodalak de overstap naar ADO Den Haag. Hier speelde hij een seizoen en maakte hij de overstap naar FC Dordrecht. Na één seizoen vertrok hij als 17-jarige speler transfervrij naar Birmingham City FC. Hier speelde hij een seizoen in het tweede elftal in de Premier Reserve League en ging daarna naar het Turkse Göztepe Izmir. Bij Göztepe speelde hij een half seizoen en al snel werd er interesse door Vitesse getoond. Hier speelde hij twee seizoenen en mocht op 18 april 2010 zijn debuut maken als invaller voor Calvin Jong-A-Pin. Kodalak speelde vanaf augustus 2011 transfervrij bij het Turkse Sarıyer GK. Vanaf het seizoen 2013/2014 speelde Kodalak bij FC Den Bosch. Op 2 september 2013 mocht Kodalak zijn debuut maken als invaller in de wedstrijd tegen VVV-Venlo. Op 26 april 2016 werd bekend dat hij met ingang van het nieuwe seizoen uitkomt voor Telstar. Medio 2017 ging hij naar Rijnsburgse Boys.

## Statistieken
| Seizoen | Club          | Competitie     | Wedstrijden | Doelpunten |
| ------- | ------------- | -------------- | ----------- | ---------- |
| 2008/09 | Göztepe Izmir | 3. Lig         | 12          | 3          |
| 2009/10 | Vitesse       | Eredivisie     | 1           | 0          |
| 2010/11 | Vitesse       | Eredivisie     | 0           | 0          |
| 2011/12 | Sarıyer GK    | 2. Lig         | 18          | 4          |
| 2013/14 | FC Den Bosch  | Jupiler League | 4           | 0          |
| 2016/17 | Telstar       | Jupiler League | 4           | 0          |
| Totaal  |               |                | 39          | 7          |

## Internationaal
Kodalak kwam gedurende 2006-2007 4 keer uit voor het Turks voetbalelftal onder 15 (U-15) en 12 keer voor het Turks voetbalefltal onder 16 (U-16)